# Балморал (берет)

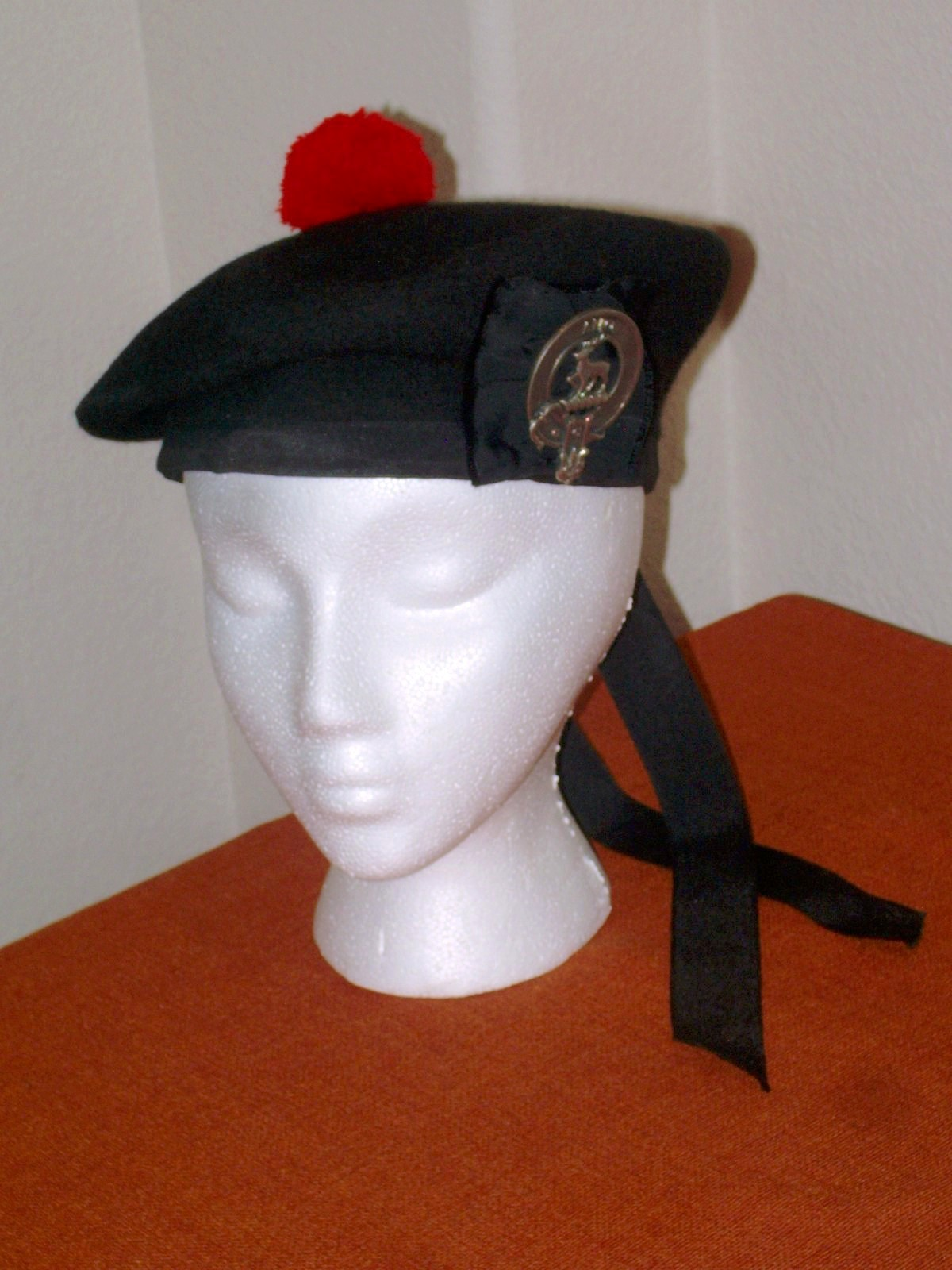
Внешний вид современного балморала

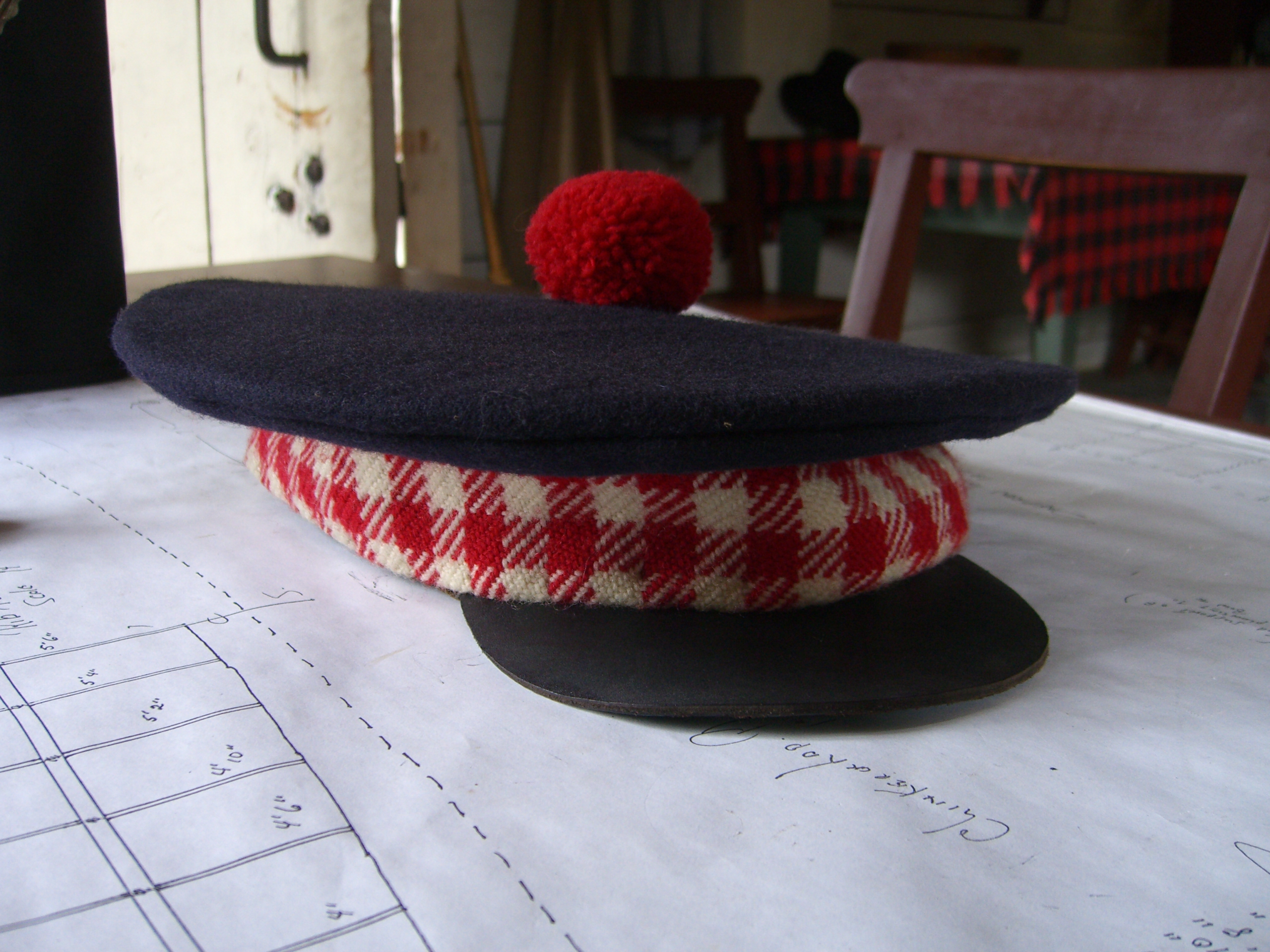
Фуражка с козырьком, сшитая в стиле «балморал»

Балмо́рал (англ. Balmoral bonnet) — шотландский берет, элемент шотландского национального костюма. Назван в честь замка Балморал, частной резиденции английских королей в Шотландии. Является альтернативой традиционному тэм-о-шентеру и может носиться с гражданским шотландским костюмом в любой ситуации. Также элемент военной формы некоторых шотландских полков (до 2006 года).

## Происхождение
Ведет своё происхождение от традиционного шотландского головного убора тэм-о-шентера, известного также как голубой бонет (англ. blue bonnet), связанного из шерсти и имевшего обычно голубой или синий цвет (шерсть красилась с использованием красителя, получаемого из вайды, а затем индиго, экспорт которого в XVIII веке стал дешевле и этот краситель получил большее распространение).
Балморал (англ. blue bonnet) был стандартным головным убором первых горских полков британской армии, прошёл долгий путь модификаций, от него произошел знаменитый (англ. feather bonnet), и практически в первозданном виде до 2006 г. всё ещё носился солдатами Чёрной стражи (Royal Highland Regiment), ныне 3-м батальоном Чёрная стража Королевского полка Шотландии (Royal Regiment of Scotland).
Своё нынешнее название получил только в середине XIX века.

## Дизайн
Наверху балморал венчает помпон (сейчас чаще всего красный) — дань традиции, ведущая свою историю с тех пор, когда концы нитей, из которых связывался бонет, скручивались в узелок на его верхушке.
Сзади балморала свисают две небольшие черные шелковые ленты, которые могут быть связаны в аккуратный узел. Это опять элемент истории, когда подобные ленты использовались, чтобы подогнать бонет по размеру головы носителя. Такой же лентой обшит нижний край берета.
На левой стороне балморала, примерно между левым глазом и ухом, обязательно крепится чёрная шелковая кокарда, к которой может быть прикреплён значок клана или какой-либо другой подобный значок.
Иногда по нижней части балморала идет полоса бело-красно-черных клеточек, расположенных в шахматном порядке (такая версия называется англ. diced balmoral).
Современный балморал чаще всего имеет чёрный или темно-синий (англ. navy blue) цвет.
Носится балморал следующим образом: на голову надевается ровно, но его верхняя часть должна быть наклонена направо, оставляя видимой кокарду слева. Ленточки могут быть связаны в аккуратный узел сзади.